# قائمة المساجد السابقة في اليونان
هذه قائمة المساجد السابقة في اليونان، توضح المساجد السابقة (باليونانية: Τζαμί)‏، (بالتركية: Camii)‏ ودور العبادة للمسلمين في اليونان. وتسرد بعض المساجد التاريخية القديمة في اليونان وليس جميعها بأي حال من الأحوال. يشمل مصطلح المسجد السابق في هذه القائمة أي مسجد (مبنى) أو موقع إسلامي يستخدم لصلاة المسلمين في اليونان؛ ولكنه لم يعد كذلك. لمعرفة المساجد المفتوحة والعاملة حالياً في اليونان، راجع قائمة المساجد في اليونان.
توجد المساجد داخل حدود اليونان الحديثة منذ عصر إمارة كريت (824-961). لكن لم تبق أي مساجد في الإمارة؛ كما تم هدمها، وقُتل أو استعبد المسلمون أو تحولوا قسراً إلى المسيحية بعد الغزو البيزنطي لجزيرة كريت (961). لذلك يُعتقد أن أقدم مسجد في اليونان وشبه جزيرة البلقان بأكملها حالياً هو مسجد السلطان محمد جلبي، وهو الأول في ديديموتيشو (تراقيا الغربية) الذي تم بناؤه بين عامي 1389-1402.
يعود تاريخ معظم المساجد السابقة المدرجة إلى أواخر القرن الرابع عشر إلى أوائل القرن العشرين، عندما كانت أجزاء مختلفة من اليونان الحديثة في مرحلة ما جزءاً من الإمبراطورية العثمانية. بالإضافة إلى المساجد الجديدة التي بنيت خلال الفترة العثمانية، تم أيضاً تحويل العديد من الكنائس المسيحية في جميع أنحاء اليونان إلى مساجد مع مرور الوقت عند الفتح، مثل كنيسة هاجيوس ديميتريوس في سالونيك. وتم تحويلها تدريجياً إلى كنائس بعد استقلال اليونان وضم مناطق أخرى.
تم تدمير العديد من المساجد العثمانية والآثار الإسلامية الأخرى، خاصةً في جنوب اليونان، خلال حرب الاستقلال اليونانية في عشرينيات القرن التاسع عشر والحروب والصراعات المتعاقبة. خلال فترات الانتفاضة القومية والحروب ضد الجيش العثماني ولاحقاً ضد الجيش التركي. أظهرت الأمة اليونانية المستقلة حديثًا القليل من الاحترام لآثار العقيدة المرتبطة بالعدو. على الرغم من وجود يونانيين مسلمين. تمت مصادرة عدد من المساجد العثمانية وإعادة استخدامها كمكاتب حكومية وكنائس وأغراض مدنية أخرى.
تم إغلاق أو هجر العديد من المساجد في اليونان بسبب التبادل السكاني عام 1923 بين اليونان وتركيا. ونتيجة لذلك، غادر اليونان ما بين 355.000 إلى 400.000 مسلم، أُجبر معظمهم قسراً على ترك أراضيهم وسبل عيشهم ومساجدهم.
كما نجت العديد من المساجد السابقة والمباني الدينية الأخرى في مقاطعات مقدونيا وتراقيا وكريت وجزر دوديكانيز التي تم دمجها في الدولة اليونانية في أوائل القرن العشرين. بحلول ذلك الوقت كان هناك بالفعل قانون لحماية المباني الدينية لجميع الأديان.
إن المساجد السابقة أو الهياكل الدينية الأخرى الباقية محميّة بقوة القانون في الوقت الحاضر باعتبارها آثاراً. ولا يزال عدد منها يستخدم كمباني حكومية وكنائس، في حين تم ترميم العديد منها واستخدامها كمتاحف ومعارض ومراكز للحفلات الموسيقية وكمزارات سياحية.

## مباني المساجد

### قائمة المساجد السابقة فيأتيكاووسطاليونان
قائمة المساجد السابقة في أتيكا والتي تشمل منطقة العاصمة بأكملها في أثينا، وبقية وسط اليونان الذي يشمل أتيكا.
| الاسم الحالي                   | اسم المسجد                                                                                    | الصور | المدينة | سنة الافتتاح           | سنة الإغلاق | ملحوظات | مصادر       |
| ------------------------------ | --------------------------------------------------------------------------------------------- | ----- | ------- | ---------------------- | ----------- | --- | ----------- |
| متحف أمير زاده                 | مسجد الأمير زاده (باليونانية: Εμίρ Ζαδέ Τζαμί)                                                |       | خالكيذا | القرن ال 15            | 1821        | وبعد حرب الاستقلال اليونانية عام 1821، تم تحويلها إلى ثكنة، ثم تم إعلانها لاحقًا كمعلم تاريخي. يضم اليوم جزءاً من المجموعة الأثرية في العصور الوسطى في خالكيذا. | [ 7 ]       |
| متحف مسجد فتحية                | مسجد فتحية (مسجد الفتح، (باليونانية: Φετιχιέ τζαμί)‏ (بالتركية: Fethiye Camii)‏، مسجد سوق القمح |       | أثينا   | القرن ال 15            | 1830        | أحد أهم المعالم الأثرية من فترة اليونان العثمانية التي لا تزال موجودة في أثينا. يقال إن المسجد تم افتتاحه لأول مرة في القرن الخامس عشر على أنقاض كاتدرائية مسيحية بيزنطية. المسجد الحالي بني في 1668-1670. تم إعادة استخدام المسجد بعد استقلال اليونان عام 1834 وأصبح في حالة سيئة. تم تجديده وهو مفتوح للجمهور للمعارض الثقافية منذ عام 2017. | [ 8 ] [ 9 ] |
|                                | مسجد غازي عمر باي                                                                             |       | ليفاديا | أواخر القرن الخامس عشر | 1830        | بعد فتح المدينة عام 1460، قام عمر بك ببناء مسجد في منطقة البازار. منذ عام 2015، أصبح المسجد تابعاً لبلدية ليفاديا، التي تعتزم تنفيذ مشروع ترميم وإنشاء مكان ثقافي. | [ 10 ]      |
| ملحق متحف الفن الشعبي اليوناني | مسجد تزيستاراكيس (بالتركية: Cizderiye Camii)‏، "مسجد النافورة السفلى"                          |       | أثينا   | 1759                   | 1830        | مسجد بناه مصطفى آغا تسيسداراكيس، الحاكم العثماني أو قائد قلعة أثينا في قلب سوق المدينة في ساحة موناستيراكي. بعد استقلال اليونان عام 1830، تم استخدام المسجد لأغراض مختلفة. قامت الدولة بترميمه عام 1918 واستخدمته كمتحف. | [ 8 ] [ 9 ] |
| البارثينون                     | مسجد البارثينون                                                                               |       | أثينا   | أوائل القرن الثامن عشر | 1843        | بعد تدمير معبد البارثينون، الذي كان يستخدم بالفعل كمسجد، في عام 1687 ، تم إنشاء مسجد أصغر حجماً قائماً بذاته داخل الهيكل المدمر للمعبد. وقد تم هدمه في عام 1843، بعد أكثر من عقد من حصول اليونان على الاستقلال. | [ 11 ]      |

### قائمة المساجد السابقة فيمقدونيا الوسطى
قائمة المساجد السابقة في منطقة مقدونيا الوسطى الإدارية.
| الاسم الحالي  | اسم المسجد                                                  | الصور  | المدينة | سنة الافتتاح           | سنة الإغلاق            | ملحوظات | مصادر  |
| ------------- | ----------------------------------------------------------- | ------ | ------- | ---------------------- | ---------------------- | --- | ------ |
|               | مسجد ألاكا عمارت                                            | </img> | سالونيك | 1484 أو 1487           |                        | اليوم يتم استخدام المبنى للمعارض المؤقتة والفعاليات الفنية والثقافية. | [ 12 ] |
|               | مسجد حمزة بك                                                | </img> | سالونيك | القرن ال 15            |                        | منذ عام 1923، تمت إزالة المئذنة ولم يعد المبنى يستخدم كمسجد. وقد استحوذت عليها وزارة الثقافة اليونانية في عام 2006. |        |
| مسجد لمبت     | مسجد فريدة هانم                                             | </img> | سالونيك | 1903                   | 1912                   | وكان آخر مسجد تم افتتاحه في سالونيك في عام 1903، أي قبل أقل من عقد من خسارة العثمانيين للمدينة أمام مملكة اليونان في عام 1912 خلال حروب البلقان . ثم استخدمه الجيش اليوناني لمدة قرن تقريبًا. بدأت أعمال الترميم في عام 2011.                            | [ 13 ] |
|               | مسجد محمود جلبي                                             |        | فيريا   |                        |                        | غير مفتوح للعبادة. انهارت المئذنة عام 1940، ولم يبق منها اليوم سوى القاعدة. | [ 14 ] |
|               | مسجد المدرسة                                                | </img> | فيريا   | بعد عام 1430           | عشرينيات القرن العشرين | وبعد الفتح العثماني للمدينة عام 1430، قام العثمانيون بتحويل كنيسة القديس بولس إلى مسجد موسى جلبي. تم هدم هذا المبنى واستخدمت مواده في البناء الحالي الذي أقيم في نفس الموقع. إنه أفضل مسجد محفوظ في فيريا، لكنه ليس مفتوحًا للعبادة اليوم.               | [ 15 ] |
|               | مسجد محمد باي ( (باليونانية: Τέμενος Μεχμέτ Μπέη)‏ </link> ) | </img> | سيريس   | 1492-1493              |                        | بناه محمد باي نجل الصدر الأعظم جديك أحمد باشا عام 1492-1493. ترك مسجد وضريح إسماعيل بك مهجورين وتوقفا عن العمل كمسجد في وقت ما في أواخر القرن التاسع عشر بسبب فيضانات النهر القريب. مهملة وغير مستخدمة اليوم.                                           | [ 16 ] |
|               | مسجد أورتا                                                  | </img> | فيريا   | أواخر القرن الخامس عشر | بعد عام 1923           | تم بناء مسجد أورتا أو "المسجد الأوسط" في وسط المدينة. تم إعلان المسجد كنصب تذكاري محفوظ في عام 1938، ولكن تم استخدامه بشكل مختلف كمنزل وورشة للآلات الموسيقية وورشة للحجارة. . وهي الآن مهجورة وتحولت إلى أنقاض، وتنمو فيها الحياة النباتية في كل مكان. |        |
| متحف مسجد يني | مسجد يني                                                    | </img> | الرها   | منتصف القرن السابع عشر | عشرينيات القرن الماضي  | ذكر المسجد الرحالة العثماني أوليا جلبي ، وهو المسجد الوحيد الباقي في الرها. تم تحويل المسجد إلى متحف في عام 1942، وهو مفتوح للزوار اليوم. | [ 17 ] |
|               | مسجد يني                                                    | </img> | سالونيك | 1902                   | 1925                   | تم بناء مسجد يني من قبل المهندس المعماري الإيطالي فيتاليانو بوسيلي في عام 1902. وبعد التبادل السكاني بين اليونان وتركيا، تم استخدامه لإيواء متحف سالونيك الأثري في عام 1925. اليوم هو بمثابة مركز للمعارض.                                              | [ 18 ] |
|               | مسجد زنجرلي                                                 | </img> | سيريس   | أواخر القرن السادس عشر | منتصف العشرينيات       | إن الهندسة المعمارية وتصميم المبنى نموذجيان لأواخر القرن السادس عشر، على غرار مدرسة معمار سنان . خضع المسجد لأعمال الترميم عام 2000، لكنه غير مفتوح للعبادة.                                                                                            | [ 19 ] |

### قائمة المساجد السابقة فيجزيرة كريت
قائمة المساجد السابقة في جزيرة كريت، أكبر الجزر اليونانية وأكثرها اكتظاظاً بالسكان.
| الاسم الحالي             | اسم المسجد                                                                              | الصور  | المدينة   | سنة الافتتاح | سنة الإغلاق           | ملحوظات | مصادر  |
| ------------------------ | --------------------------------------------------------------------------------------- | ------ | --------- | ------------ | --------------------- | --- | ------ |
| مسجد إيرابيترا           |                                                                                         | </img> | إيرابيترا | 1891         |                       | من المحتمل أن يكون قد تم تشييده حوالي عام 1891-1892، وربما في موقع مسجد أو كنيسة سابقة. | [ 20 ] |
|                          | مسجد كارا موسى باشا                                                                     | </img> | ريثيمنو   | 1660-1680    | عشرينيات القرن الماضي | تم تحويله من دير فينيسي قديم، وقد تم ترميمه ومن المحتمل أن يتم افتتاحه كمتحف للهندسة المعمارية العثمانية الكريتية. |        |
| مسجد كوتشوك حسن باشا     | الإنجليزية: مسجد الإنكشارية، اليونانية: جياليسي تسامي، التركية: Küçük Hasan Pasha Camii | </img> | خانيا     | 1645         |                       | أفضل مسجد سابق محفوظ في مدينة خانيا. بناه العثمانيون تكريمًا لكوتشوك حسن باشا. من المفترض أنه تم بناؤه على معبد مسيحي موجود مسبقًا. للمسجد قبة نصف كروية كبيرة مدعمة بأقواس حجرية. ويضم الجانبان الشمالي والغربي رواقًا يتوج بستة قباب صغيرة. كان الرواق مفتوحًا، كما هو مستخدم في المساجد، ولكنه أصبح محاطًا بفتحات مقوسة في أواخر القرن التاسع عشر. |        |
| مسجد نيرادجي             | نارينسي كامي                                                                            | </img> | ريثيمنو   | 1890         | 1924                  | بعد التبادل السكاني اليوناني التركي ورحيل المسلمين من جزيرة كريت، تم استخدام نيرادجي كمدرسة للموسيقى. | [ 21 ] |
| متحف الحفريات في ريثيمنو | مسجد ولي باشا                                                                           | </img> | ريثيمنو   | 1651 ؟       | بعد عام 1912          | تم بناؤه بعد وقت قصير جدًا من سقوط مدينة ريثيمنو في أيدي العثمانيين، وقد تعرض لأضرار بالغة خلال الحرب العالمية الثانية وتم ترميمه لاحقًا. يضم اليوم متحف الحفريات في ريثيمنو. | [ 22 ] |
| كاتدرائية القديس تيتوس   | مسجد يني                                                                                | </img> | هيراكليون | 1869         | 1925                  | كان المبنى الأصلي عبارة عن كنيسة محولة وتم تدميرها. تم تشييد المبنى الحالي كمسجد عام 1869، وتم تحويله إلى كنيسة عام 1925. | [ 23 ] |

### قائمة المساجد السابقة فيمقدونيا الشرقية وتراقيا
قائمة المساجد السابقة في مقدونيا الشرقية ومنطقة تراقيا الإدارية.
| الاسم الحالي   | اسم المسجد             | الصور | المدينة    | سنة الافتتاح | سنة الإغلاق           | ملحوظات | مصادر  |
| -------------- | ---------------------- | ----- | ---------- | ------------ | --------------------- | --- | ------ |
|                | مسجد العرب             |       | دراما      | 1850-1875    | بعد عام 1923          | وقد تُركت مهملة ومهجورة لما يقرب من مائة عام، حيث ابتلعتها المباني الأخرى بالكامل، قبل أن تبدأ أعمال الترميم في عام 2021.                                                                                         | [ 24 ] |
| مسجد بايزيد    | مسجد جلبي السلطان محمد |       | ديديموتيشو | 1420         | 1920                  | ويعتبر المسجد من قبل مسؤولي الحكومة اليونانية أحد أهم المعالم الإسلامية في اليونان، فهو أقدم مسجد على الأراضي اليونانية، وربما الأقدم في البلقان أيضًا. ولم يعد يعمل كمسجد، ولكنه يخضع لأعمال ترميم واسعة النطاق. | [ 25 ] |
|                | مسجد خليل بك           |       | كافالا     | 1530s        | 1923                  | وبعد رحيل مسلمي كافالا، تم استخدامه كمدرسة للموسيقى ومن ثم أطلق عليه اسم "مسجد الموسيقى" أو "الموسيقى القديمة". يعمل الآن كمتحف.                                                                                 | [ 26 ] |
| القديس نيكولاس | مسجد إبراهيم باشا      |       | كافالا     | 1530         | عشرينيات القرن الماضي | كان في السابق أكبر مسجد في مدينة كافالا، وتم تحويله في أوائل عشرينيات القرن الماضي إلى كنيسة ويخدم الآن السكان المسيحيين.                                                                                        | [ 27 ] |
|                | مسجد محمد علي باشا     |       | كافالا     | 1813         | 1923                  | مسجد جزء من مجمع إماريت في كافالا، بناه وسمي على شرف محمد علي باشا أحد مواطني كافالا. ويعمل الآن كفندق. |        |
|                | مسجد سلفيلي            |       | كوموتيني   |              |                       | لم يتبق من المبنى سوى المئذنة نصف المدمرة، حيث تم هدم المسجد الفعلي منذ فترة طويلة. | [ 28 ] |
|                | مسجد يونس بك           |       | كوموتيني   | مجهول        |                       | ليس من الواضح متى تم بناء هذا المسجد. وهي في الغالب في حالة خراب، بلا سقف أو أبواب. يتم استخدامه كملعب للأطفال.                                                                                                  | [ 29 ] |

### قائمة المساجد السابقة فيإبيروس
قائمة المساجد السابقة في إبيروس شمالي غربي اليونان.
| الاسم الحالي                    | اسم المسجد                                | الصور  | المدينة | سنة الافتتاح                    | سنة الإغلاق    | ملحوظات | مصادر  |
| ------------------------------- | ----------------------------------------- | ------ | ------- | ------------------------------- | -------------- | --- | ------ |
| مسجد أصلان باشا – المتحف البلدي | مسجد أصلان (باليونانية: τζαμί Ασλάν Πασά)‏ |        | يوانينا | 1618                            |                | جوهر مجمع ديني تعليمي إسلامي كبير. فقط المسجد، مندريس (المدرسة)، Homonym Tourbes (الضريح)، وMageiria (الموقد والمنزل) بقي على قيد الحياة اليوم. تم الحفاظ على الجزء الداخلي للمسجد بمنبر جميل ومحراب (مكان للصلاة). تضم مجموعة المتحف قطعًا أثرية من عصر علي باشا وأشياء برونزية وكتبًا إسلامية. | [ 30 ] |
|                                 | مسجد فائق باشا                            |        | ارتا    | منتصف أو أواخر القرن الخامس عشر | 1881           | ومن المحتمل أنها أقيمت على موقع كنيسة بيزنطية سابقة. بعد ضم عرتا في عام 1881، عملت لفترة وجيزة ككنيسة مخصصة للقديس يوحنا الروسي. تم إعلانه كنصب تذكاري محفوظ في عام 1938 وهو الآن قيد الإصلاح. ولا يفتح للعبادة.                                                                               |        |
|                                 | مسجد فتحية                                | </img> | يوانينا | 1611                            |                | تم بناء المسجد الأصلي عام 1430 على موقع كنيسة. تم إعادة تصميمه على نطاق واسع في عام 1795 من قبل علي باشا يوانينا ، الذي جعله المسجد الرئيسي لقصره. وتقع قبور عائلة علي وقبر علي نفسه أمام المسجد.                                                                                              | [ 31 ] |
|                                 | مسجد فيض الله                             | </img> | ارتا    | القرن ال 15 (؟ )                |                | أحد المسجدين الباقيين في عرتا، سُمي على اسم مؤسسها فيض الله. وعلى الرغم من إعلانه موقعًا أثريًا محفوظًا، إلا أنه يقع في الغالب تحت الأنقاض، مهجورًا ومهملًا. | [ 32 ] |
| مسجد كالوتسياني                 | كانلي تشيشمي كامي                         | </img> | يوانينا | 1740                            | 1913           | تم بناؤه على موقع مسجد سابق. وبعد ضم يوانينا إلى اليونان في عام 1913، تم إغلاقه كمسجد واستخدامه لعدد كبير من الأغراض الأخرى. ويخضع حاليًا لأعمال التجديد. | [ 33 ] |
| مسجد روكا                       |                                           | </img> | ارتا    | القرن ال 15؟                    | بعد عام 1912   | أحد المساجد الثمانية الموجودة في عرتا وما حولها، مثل معظمها، تم هدمه بالكامل ولم يبق له أي أثر حتى اليوم. | [ 34 ] |
|                                 | مسجد السلطان محمد                         | </img> | ارتا    | القرن ال 15؟                    | حوالي عام 1881 | تم بناء مسجد السلطان محمد على أحد أبرز المواقع في عرتا، ولم يعد قائمًا حيث تم تدميره بعد وقت قصير من تحرير ارتا عام 1881، وهو أحد المساجد الستة في ارتا التي تم هدمها. | [ 34 ] |
|                                 | مسجد ولي باشا                             | </img> | يوانينا | القرن السادس عشر                | 1913           | تم بناؤه في الأصل من قبل فيلي باشا يوانينا على موقع الكنيسة البيزنطية المخصصة للقديس ستيفن. بعد وقت قصير من ضم اليونان لإيوانينا في عام 1913، تم تحويلها إلى ثكنة. يضم اليوم متحف الدفاع الوطني في يوانينا                                                                                     | [ 35 ] |

### قائمة المساجد السابقة فيشمالوجنوببحر إيجه
قائمة المساجد السابقة الواقعة في جزر بحر إيجه، مجموعة الجزر في بحر إيجه بين البر الرئيسي لليونان وتركيا، مقسمة بين المنطقتين الإداريتين لشمال بحر إيجه وجنوب بحر إيجه.
| الاسم الحالي                    | اسم المسجد                 | الصور | المدينة     | سنة الافتتاح | سنة الإغلاق         | ملحوظات | مصادر  |
| ------------------------------- | -------------------------- | ----- | ----------- | ------------ | ------------------- | --- | ------ |
| متحف كاستيلوريزو للفنون الشعبية | مسجد كافوس                 |       | كاستيلوريزو | 1775         | 1948                | تم بناؤه في الأصل على موقع كنيسة مسيحية، ويضم منذ عام 2007 مجموعة كاستيلوريزو التاريخية، التي تشمل العديد من المواد الفوتوغرافية والوثائقية. | [ 36 ] |
| متحف خيوس البيزنطي              | مسجد المجيدية              |       | خيوس        | القرن ال 19  | بعد عام 1923        | وكان المسجد يخدم الجالية التركية في جزيرة خيوس قبل أن يضطروا إلى مغادرتها أثناء عملية التبادل السكاني. خلال الأعوام من 2006 إلى 2010 خضع المتحف لأعمال الترميم، فبقي مغلقاً. يضم المتحف منحوتات مسيحية وبيزنطية في ساحته، بالإضافة إلى معروضات من العصر الجنوي والعثماني.                                                                      | [ 37 ] |
|                                 | مسجد محمد آغا              |       | رودس        | 1819         | منتصف القرن العشرين | تم بناؤه في أحد أكثر شوارع رودس ازدحاماً. تم إعادة تشكيله وتجديده عدة مرات منذ تشييده، وهو غير مفتوح للعبادة. | [ 38 ] |
|                                 | مسجد العثمانية             |       | خيوس        | 1892         | 1923                | تم تسجيل المسجد رسميًا من قبل وزارة الثقافة اليونانية كمعلم ثقافي في 21 يناير 1983. في عام 1997، تم ترميم المسجد وتجديده من قبل الحكومة اليونانية وإتاحته لاستضافة المعارض والفعاليات الثقافية المختلفة. | [ 39 ] |
|                                 | مسجد رجب باشا              |       | رودس        | 1588         |                     | لقد تُركت مهملة في حالة مدمرة، حيث انهار جزء تلو الآخر بسبب نقص الأموال. لم يعد الرواق والمئذنة موجودين. |        |
| متحف السليمانية                 | مسجد السليمانية            |       | رودس        | 1808         |                     | بني على موقع مسجد قديم. يعمل حالياً كمتحف. | [ 38 ] |
| مسجد صالح                       | (اليونانية: Βαлιντέ Τζαμί) |       | ميتيليني    | 1615         |                     | تقع في إيبانو سكالا التي كانت قسمًا ذات أغلبية تركية داخل مدينة ميتيليني الساحلية، عاصمة جزيرة ليسبوس. المسجد عبارة عن مبنى من طابق واحد مبني بالحجارة ودرج رخامي. يتميز بساحة أمامية مرصوفة بالحجارة مع نافورة مزينة بالأرابيسك المنقوش. كان السقف الداخلي للمسجد مطليًا بالألوان، ولكن تم طلاء السقف باللون البني بعد مغادرة الأتراك للمدينة. | [ 40 ] |
|                                 | مسجد يني                   |       | ميتيليني    | ج. 1825      | بعد عام 1923        | يقع في إيبانو سكالا مثل مسجد فاليد، الذي كان قسماً ذو أغلبية تركية داخل مدينة ميتيليني الساحلية، عاصمة جزيرة ليسبوس. بعد تبادل السكان، رحلت الجالية التركية في ليسبوس. تم ترميم المسجد في عام 2011. |        |

### قائمة المساجد السابقة فيثيساليا
قائمة المساجد السابقة في منطقة ثيساليا الإدارية بالقرب من وسط اليونان. وخضعت المنطقة للسيطرة العثمانية لمدة أربعة قرون ونصف، حتى عام 1881. على هذا النحو، لا تزال العديد من المساجد السابقة سليمة البنيان.
| الاسم الحالي | اسم المسجد     | الصور  | المدينة | سنة الافتتاح              | سنة الإغلاق            | ملحوظات | مصادر         |
| ------------ | -------------- | ------ | ------- | ------------------------- | ---------------------- | --- | ------------- |
|              | مسجد البيركلي  |        | لاريسا  | القرن 15-16               | أواخر القرن التاسع عشر | يقع المسجد في وسط المدينة. ويعني "مسجد الراية" وهو مشتق على ما يبدو من أن إمامه كان يرفع العلم ( البيرق ) ليعطي الإشارة للمساجد الأخرى ليبدأ أذان المؤمنين للصلاة. | [ 41 ]        |
| مسجد ألاسونا | مسجد محرم باشا | </img> | إلاسونا | القرن 17/18               |                        | لبعض الوقت، تم استخدام المبنى لتخزين أجزاء من مجموعة Elassona الأثرية. |               |
|              | مسجد عثمان شاه | </img> | تريكالا | خمسينيات القرن السادس عشر |                        | ولم يعد المسجد يستخدم للعبادة؛ يعمل الآن كمكان للأحداث الصغيرة وهو أحد مواقع اليونسكو المحمية. إنه العمل الوحيد للمهندس المعماري الإمبراطوري العثماني معمار سنان الموجود في اليونان الحديثة. |               |
|              | مسجد يني       | </img> | لاريسا  | قبل عام 1881              | بعد عام 1924           | التاريخ الدقيق لبنائها، وكذلك مؤسسها، غير معروفين، لكن الزخرفة الكلاسيكية الجديدة سواء في الخارج أو في الداخل تشير إلى وقت ما في القرن التاسع عشر. وكان آخر المساجد العديدة التي بنيت في المدينة تحت الحكم العثماني، ومن هنا جاء اسمه. من أواخر الخمسينيات حتى عام 2011، كان المبنى يضم متحف لاريسا الأثري. | [ 42 ] [ 43 ] |

### قائمة المساجد السابقة فيغرب اليونانوبيلوبونيز
قائمة المساجد السابقة في غرب اليونان والمناطق الإدارية في بيلوبونيز .
| الاسم الحالي                       | اسم المسجد                 | الصور                     | المدينة    | سنة الافتتاح | سنة الإغلاق | ملحوظات | مصادر  |
| ---------------------------------- | -------------------------- | ------------------------- | ---------- | ------------ | ----------- | --- | ------ |
| مسجد أحمد الثالث                   | مسجد أحمد باشا             |                           | كورنثوس    | 1715         | 1821        | تم بناؤه من قبل السلطان أحمد الثالث عند استعادة موريا، ومن هنا جاء الاسم. على الرغم من إجراء أعمال التجديد، إلا أن معظمها في حالة سيئة للغاية. | [ 44 ] |
| مسجد فتحية                         |                            |                           | نافباكتوس  | 1499         |             | تقع على الواجهة البحرية بالقرب من الجانب الشرقي للميناء. بناها السلطان العثماني بيازيد الثاني بعد وقت قصير من الاستيلاء على نافباكتوس من البنادقة. مفتوح فقط للمعارض المؤقتة العرضية. | [ 45 ] |
| مسجد مونيمفاسيا                    |                            |                           | مونيمفاسيا | ج. 1541      | 1830        | تم بناء المسجد بعد وقت قصير من الفتح العثماني للمورة في القرن السادس عشر. بعد فترة وجيزة من حرب الاستقلال اليونانية عام 1921، تم استخدامه كسجن، وبعد ذلك كمقهى. يعمل اليوم كمتحف ويضم المجموعة الأثرية لمونيمفاسيا. |        |
| سينما تريانون                      | مسجد تريانون               |                           | نافبليو    | 1666-7 (؟ )  | 1823        | إنه مبنى حجري رمادي في ساحة سينتاجما. خلال حرب الاستقلال اليونانية تم استخدامها كمدرسة للأطفال الأيتام وتم استخدامها لأكثر من نصف قرن. وهي اليوم بمثابة صالة سينما وقاعة للمعارض. | [ 46 ] |
| فولفتيكون ( الإنجليزية : البرلمان) | مسجد أغا باشا [الإنجليزية] | Βουλευτικόν, Ναύπλιο 7799 | نافبليو    | 1730         |             | مسجد تم بناؤه كمبنى حجري رمادي قبالة ساحة نافبليون سينتاجما. وبعد سيطرة اليونانيين عليها، أصبحت المدينة مقرًا لمجلس الشعب اليوناني الأول، الذي اجتمع هنا لأول مرة في عام 1825، ثم أصبح فيما بعد بمثابة سجن. لقد تم الآن ترميمه بالكامل ولكنه مفتوح للجمهور فقط لإقامة الحفلات الموسيقية في القاعة الرئيسية السابقة للمسجد. ويتصل بالمسجد في الخلف مبنى المدرسة (بالإنجليزية: Madrasa ) الذي كان في السابق مدرسة دينية إسلامية تركية. | [ 47 ] |

### قائمة المساجد السابقة فيمقدونيا الغربية
قائمة المساجد السابقة في المنطقة الإدارية لمقدونيا الغربية.
| الاسم الحالي | اسم المسجد | الصور | المدينة  | سنة الافتتاح     | سنة الإغلاق | ملحوظات | مصادر  |
| ------------ | ---------- | ----- | -------- | ---------------- | ----------- | --- | ------ |
| مسجد كورسوم  |            |       | كاستوريا | القرن السادس عشر | 1924        | خدم المجتمع الإسلامي لعدة قرون قبل أن تضم اليونان كاستوريا. وقد أقيمت مكتبة كاستوريا الأولى داخل المسجد لعدة سنوات بدءاً من عام 1925، ثم أصبحت مخزناً للآثار لعقود طويلة حتى وقت قريب. ويُعد المسجد الوحيد في كاستوريا الذي لم يتم هدمه، كما حدث مع جميع المساجد الأخرى. | [ 48 ] |

## المباني غير الإسلامية التي تم تحويلها سابقاً
قائمة المساجد السابقة في مباني غير إسلامية سابقاً، معظمها كانت كنائس، والتي تم تحويلها مرة أخرى.